# Société géologique russe
La Société géologique russe (Российское геологическое общество) est une organisation savante russe réunissant des savants géologues, ingénieurs des mines, enseignants, étudiants et des amateurs. Depuis 1992, elle est la principale organisation pour la tenue de congrès panrusses de géologues, d'olympiades panrusses sur le terrain et théoriques pour les enfants et les jeunes, de compétitions géologiques et de sciences naturelles à différents niveaux. Elle réunit plus de 2 500 membres dans de nombreuses régions de Russie.

## Histoire
Les sociétés savantes ont toujours joué un rôle important dans la conduite des recherches géologiques et géographiques. Dans l'Empire russe et en URSS, il y avait la Société géographique russe, la Société paléontologique russe, la Société minéralogique russe, la Société moscovite des naturalistes, la Société géologique géorgienne, la Société géologique d'Arménie et quelques autres.
C'est en 1985 que Vladimir Tikhomirov propose de fonder sous l'égide de l'Académie des sciences d'URSS et du ministère de la géologie d'URSS une organisation savante dans le but de développer l'étude de la géologie. Cette société pourrait alors exister principalement grâce aux cotisations des membres, organiser des conférences géologiques pansyndicales et régionales, tenir des réunions sur certains problèmes de branches de la géologie, promouvoir les connaissances géologiques, et ses activités pourraient sans aucun doute avoir un effet économique tangible.
La Société géologique russe voit finalement le jour en 1992, sur la base de la Société minière scientifique et technique (NTGO). L'objectif principal était d'unir les efforts des géologues pour augmenter les ressources minérales du pays, promouvoir le développement de l'économie domestique, protéger les intérêts et les droits des travailleurs de l'industrie géologique, soutenir le prestige et l'attractivité de la profession de géologue, améliorer la qualité de l'enseignement géologique, éduquer la jeune génération dans un esprit de patriotisme et d'amour pour la nature dans toutes ses manifestations.

### Direction
Présidents de la RosGéo, selon la date de leur élection:
- 1992: Igor Gramberg
- 1998: Viktor Orlov
- 2021: Grigori Machkovtsev

Premiers vice-présidents:
- 1992: Viktor Rogov
- 2004: Evgueni Farrakhov

## Structure
La plus grande société géologique de Russie comprend 52 départements régionaux.
Conseils
- Conseil interdépartemental des activités muséales;
- Conseil central du mouvement géologique des enfants et des jeunes;
- Conseil scientifique et technique.

Sections
- minière
- géoéthique
- de géologie médicale
- d'hydrogéologie
- d'ingéniérie géologique
- d'histoire de la géologie (2019)

Il existe aussi un comité de rédaction pour les publications de la Société.